# (500382) 2012 TN68
(500382) 2012 TN68 es un asteroide perteneciente al cinturón de asteroides, descubierto el 28 de agosto de 2006 por el equipo del Spacewatch desde el Observatorio Nacional de Kitt Peak, Arizona, Estados Unidos.

## Designación y nombre
Designado provisionalmente como 2012 TN68.

## Características orbitales
2012 TN68 está situado a una distancia media del Sol de 3,160 ua, pudiendo alejarse hasta 3,728 ua y acercarse hasta 2,592 ua. Su excentricidad es 0,179 y la inclinación orbital 0,428 grados. Emplea 2052,38 días en completar una órbita alrededor del Sol.
Los próximos acercamientos a la órbita de Júpiter se producirán el 21 de enero de 2078, el 7 de octubre de 2088 y el 29 de junio de 2099, entre otros.

## Características físicas
La magnitud absoluta de 2012 TN68 es 17,3.